# Cherish (album, David Cassidy)
Cherish je první studiové album amerického zpěváka Davida Cassidyho. Vydalo jej v únoru roku 1972 hudební vydavatelství Bell Records. Jeho producentem byl Wes Farrell a o aranžmá písní se postaral klavírista Mike Melvoin. Doprovodné vokály na albu zpívali členové skupiny The Love Generation. Sám Cassidy je autorem pouze jedné písně, ostatní napsali jiní, nejvíce Tony Romeo a Adam Miller. Rovněž se zde nachází coververze písně „Cherish“ od kapely The Association, podle níž dostalo svůj název i toto album.

## Seznam skladeb
| Pořadí | Název                                                         | Autor                   | Délka |
| ------ | ------------------------------------------------------------- | ----------------------- | ----- |
| 1.     | Being Together                                                | Tony Romeo              | 2:53  |
| 2.     | I Just Wanna Make You Happy                                   | Wes Farrell, Bobby Hart | 2:18  |
| 3.     | Could It Be Forever                                           | Farrell, Danny Janssen  | 2:16  |
| 4.     | Blind Hope                                                    | Adam Miller             | 3:14  |
| 5.     | I Lost My Chance                                              | Miller                  | 2:38  |
| 6.     | My First Night Alone Without You                              | Kin Vassy               | 3:34  |
| 7.     | We Could Never Be Friends ('Cause We've Been Lovers Too Long) | Romeo                   | 2:50  |
| 8.     | Where Is the Morning                                          | Miller                  | 2:53  |
| 9.     | I Am a Clown                                                  | Romeo                   | 4:35  |
| 10.    | Cherish                                                       | Terry Kirkman           | 3:46  |
| 11.    | Ricky's Tune                                                  | David Cassidy           | 3:24  |

## Obsazení
- David Cassidy – zpěv
- Hal Blaine – bicí
- Mike Melvoin – klavír, aranžmá
- Max Bennett – baskytara
- Reinie Press – baskytara
- Louis Shelton – kytara
- Tommy Tedesco – kytara
- Larry Carlton – kytara
- Dennis Budimir – kytara
- The Love Generation – doprovodné vokály